# Jonas Frycklund
Jonas Frycklund, född 1965, är en svensk författare och ekonom. Han är verksam vid Svenskt Näringsliv, där han är (2018) biträdande avdelningschef med inriktning på finanspolitik och investeringsklimat.

## Yppighetens nytta
Frycklund utkom 2007 (Ny utg. 2014) med boken Yppighetens nytta - konsumtionens viktiga roll i samhället. Boken argumenterar för konsumtionssamhället, där titeln har lånats från ett historiskt tal av som Anders Johan von Höpken höll i Kungliga Vetenskapsakademin 1740. I boken ställs begreppet yppighet i motsats till det nedvärderande begreppet konsumism, och Frycklund framhåller yppighet som en beskrivning av det rika och varierande konsumtionsmönster som dagens utvecklade samhälle medger. Han anser att köpglada konsumenter är minst lika viktiga för utvecklingen som producenterna, och att vi utan köpglada konsumenter hade vi inte haft den tekniska utveckling som vi har idag. Boken uppmärksammades årsskiftet 2007/2008 i resonemang om klimatsmart julhandel och konsumtionens miljöpåverkan.